# Gerhard Kiesow

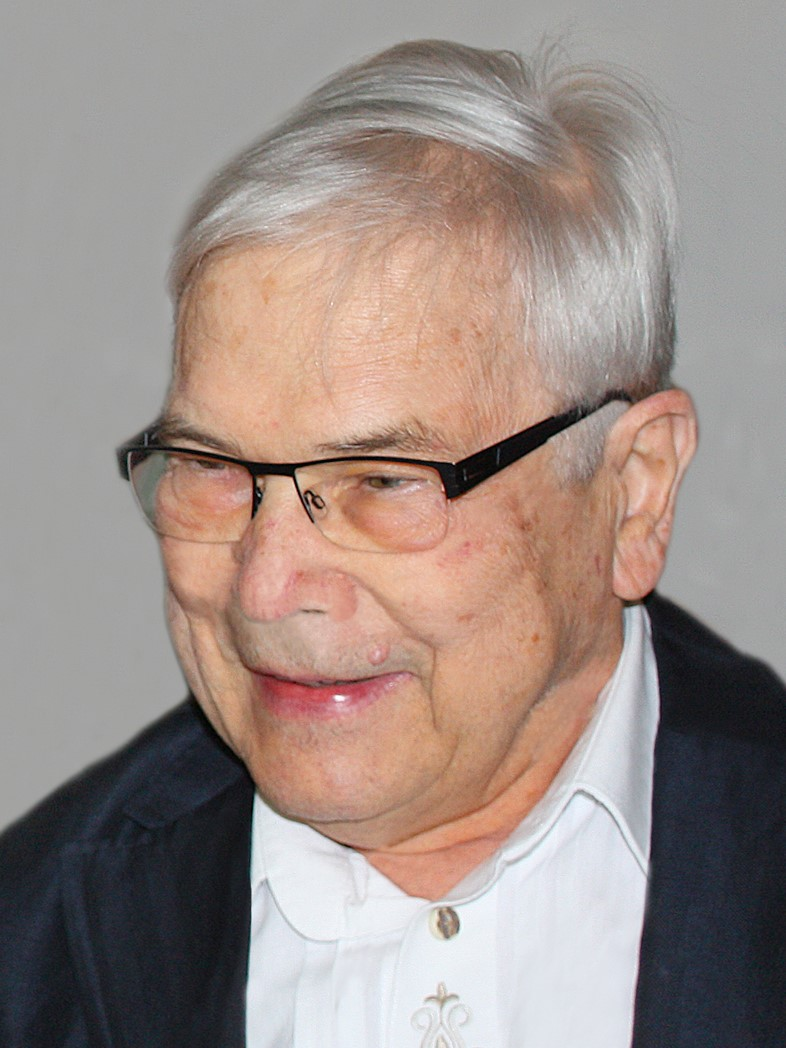
Gerhard Kiesow (2013)

Gerhard Kiesow (* 20. Februar 1934 in Schlüchtern; † 30. März 2014 in Brackenheim) war ein deutscher Apotheker und Historiker.

## Leben
Gerhard Kiesow war das älteste der drei Kinder des Spenglermeisters Ernst Kiesow, der Ende der 1920er-Jahre auf der Suche nach Arbeit aus Wutzig (heute ein Ortsteil der Landgemeinde Wierzchowo in der polnischen Woiwodschaft Westpommern) über Hamburg in das hessische Schlüchtern gekommen war, und dessen Ehefrau Maria Haas. Sein Vater fiel im Oktober 1944, und als er 17 Jahre alt war, starb auch seine Mutter, wonach er und seine Geschwister zunächst von einer Schwester der Mutter versorgt wurden. Nach dem Abitur 1952 trat er auf Drängen seines Vormunds in Lich eine Praktikumsstelle in einer Apotheke an, obwohl sein Interesse der Geschichte galt.
Nach bestandenem Vorexamen absolvierte er das Studium der Pharmazie an der Universität Marburg, bei welchem er seine spätere Ehefrau Marianne Gümbel, die aus Kassel nach Marburg kam, kennenlernte. Ab 1959 arbeitete er als Apotheker zunächst in Kassel und widmete sich nebenbei dem Studium der Geschichte an der Universität Göttingen. Ab 1962 Pächter einer Apotheke in Kirchhausen (heute ein Stadtteil von Heilbronn) übernahm er zusammen mit seiner Ehefrau 1965 die bis dahin von seiner Verpächterin als Filialapotheke geführte Apotheke im nahe gelegenen Großgartach (seit 1970 ein Ortsteil von Leingarten), wohin die Familie mit ihren vier Söhnen 1969 schließlich umzog. 1976 eröffnete er in Leingarten eine zweite Apotheke.
Im Alter von 54 Jahren zog sich Gerhard Kiesow aus dem Berufsleben zurück und erfüllte sich seinen Jugendtraum, Geschichtswissenschaften zu studieren. Als Student zunächst an der Universität Würzburg, dann an der Universität Heidelberg eingeschrieben erlangte er 1996 den Grad eines Magister Artium (M. A.) in Mittlerer und Neuerer Geschichte, Historischen Hilfswissenschaften und Europäischer Kunstgeschichte.
Privat auch kunstgeschichtlich interessiert beschäftigte sich Gerhard Kiesow – eines fortschreitenden Augenleidens wegen zunehmend mit Unterstützung durch seine Ehefrau – wissenschaftlich vor allem mit der Regionalgeschichte des Kraichgaus in den Zeiten der Reformation, worüber er drei Bücher veröffentlichte. Zudem befasste er sich mit der Herkunft und Bedeutung des Familiennamens Kiesow, wozu er eine kurze Schrift in Druck gab, und leistete maßgebliche Beiträge zur Entstehung, Korrektur und Pflege diverser Wikipedia-Artikel über kulturgeschichtliche Themen.

## Schriften
- Von Rittern und Predigern. Die Herren von Gemmingen und die Reformation im Kraichgau. (PDF; 21 MB), verlag regionalkultur, Ubstadt-Weiher 1997, ISBN 978-3-929366-57-0.
- Schluchtern. Ein kurpfälzisches Dorf im 16. Jahrhundert. (PDF; 14 MB), Books on Demand GmbH, Norderstedt 2004 (Quellentexte, bearbeitet und kommentiert), ISBN 978-3-8334-0518-1.
- Schluchtern. Eine kurpfälzische Dorfgemeinde im Kraichgau. (PDF; 2 MB), Books on Demand GmbH, Norderstedt 2006, ISBN 978-3-8334-4002-1.
- Der Familienname Kiesow. Herkunft und Bedeutung. (PDF; 2,4 MB), Leingarten 2006.